# Řadový dům Karla a Jany Teigových
Řadový dům Karla a Jany Teigových v Praze na Smíchově stojí v ulici U Šalamounky.

## Historie
Řadový dům byl pro Karla Teigeho, jeho matku Johannu, sestru Janu a družku Jožku Nevařilovou postaven v letech 1937–1938 podle plánu architekta a dlouholetého přítele Jana Gillara.
Teige zavrhoval individuální bydlení. Za nejlepší řešení dobového nedostatku bytů považoval bydlení v kolektivních domech, kde by každému obyvateli byla vyčleněna spací kabina a všechny ostatní funkce bydlení by se odehrávaly ve společných prostorách. Dvoupatrový řadový dům není vilou ani „koldomem“, jeho vnitřní uspořádání je však racionální a řešení exteriéru strohé.